# Jentil
Los jentilak, gentiles o paganos, 

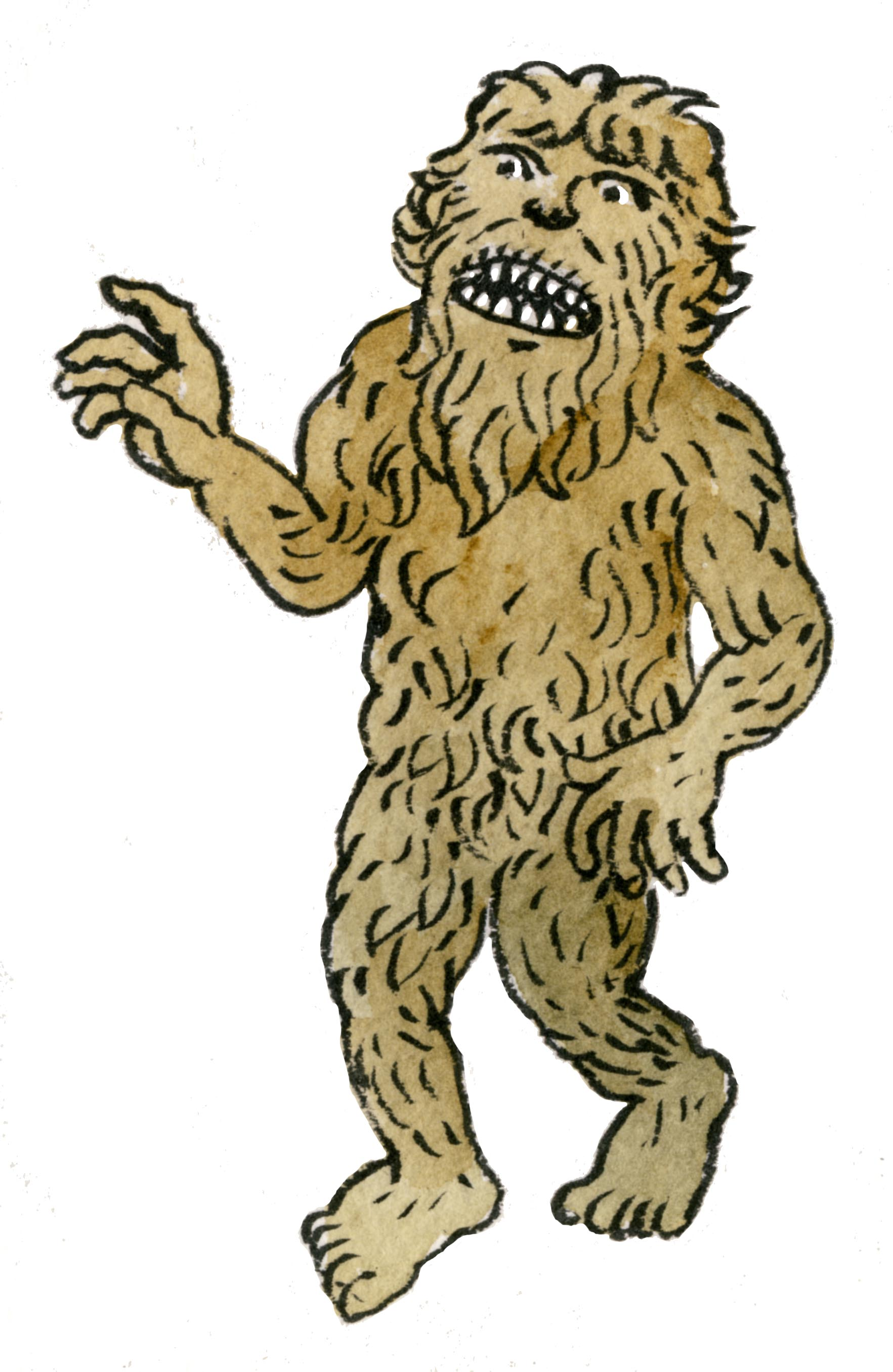
Representación de un Jentil.

son unos personajes de la mitología vasca dotados de fuerza sobrehumana. Lanzaban grandes peñascos hasta lugares lejanos y son los constructores de la multitud de cromlechs y dólmenes.
Los gentiles parecen representar al propio pueblo vasco precristiano, montañés por excelencia.
Una leyenda narra el final de los jentiles, acontecido cuando 
estos divisaron una extraña luz en el cielo. No sabían qué podría 
significar y fueron a buscar al más anciano y sabio entre ellos. 
Cuando los cansados ojos de este consiguieron divisar el fenómeno 
dijo: "Esa luz anuncia la llegada de Kixmi (Cristo), es el fin 
de nuestra raza." Y dicho esto, todos los jentiles corrieron a una 
cima a esconderse bajo tierra.
Otras versiones narran que uno de ellos se salvó convirtiéndose al 
cristianismo o no llegó a refugiarse bajo tierra asombrado por la luz: este es el Olentzero que trae regalos a los niños vascos por Navidad.

## Toponimia
En Euskal Herria hay muchos topónimos que recuerdan a los gentiles  (enlace roto disponible en Internet Archive; véase el historial, la primera versión y la última).:
Jentilarri: Con este nombre son designados algunos peñascos que, según ciertas leyendas, ocupan los sitios actuales por haber sido lanzados de lejanos parajes por los gentiles. Tales son los del barranco de Urdiola (Arrancudiaga), arrojados a aquel lugar por los gentiles que jugaban a bolos entre la montaña del mismo nombre y el Castillo Aracaldo; el de Markola (Carranza) que, al ser lanzado por un gentil, aplastó a un hombre y a su yunta de bueyes; el llamado Aitzbiribil (en Motrico), lanzado por los gentiles desde Santakruzmendi que está sobre Ondárroa; el de Amil (en Motrico), lanzado por los gentiles desde el monte Arno; el de Osunako-erreka (en Placencia de las Armas), arrojado por un gentil desde la cumbre de Atxolin, etc.

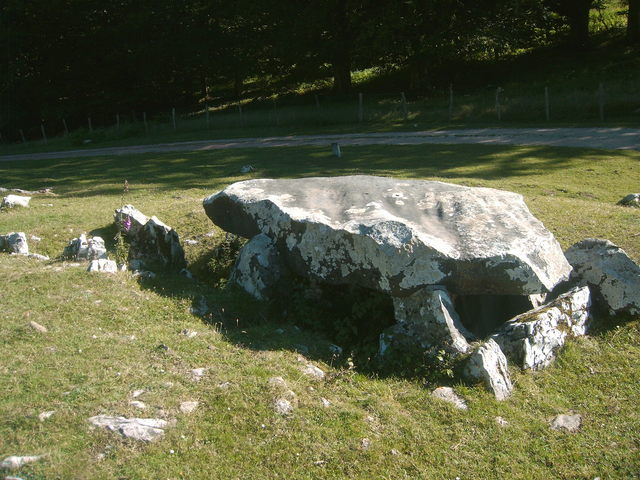
Jentilarri. Sierra de Aralar.

Son también llamados Jentilarriak unos peñascos existentes junto a la ermita de San Martín (Mañaria) y una cueva abierta, según se supone, por los gentiles y considerada vivienda de los mismos.
Jentilbaratza: Con este nombre es conocida una cima situada sobre el puerto de Arrateta (Ataun). Se cree que en esta cumbre fueron enterrados los gentiles que en su última etapa habían vivido en aquel lugar. Asimismo, se cuenta que los gentiles de Jentilbaratza mantenían relaciones amistosas con los moradores de la casa Agerre situada al otro lado del desfiladero.
Según una leyenda, Agerre enfermó y los gentiles llevaron a la casa de este una colcha de oro para que fuera puesta en la cama del enfermo cuando le fuera administrado el Viático. Pero los familiares del enfermo clavaron en la cama la colcha para impedir que los gentiles se la llevasen después de la ceremonia. Además, hicieron cantar al gallo del corral mediante luces, sabiendo que con esto los gentiles se retirarían rápidamente, sin tiempo para desasir la colcha. En efecto, al canto del gallo los gentiles agarraron su colcha y no pudieron soltarla por la prisa que tenían. En su huida dijeron lo siguiente: "No faltará manco o tullido aquí, mientras Agerre sea Agerre".
Jentileio: Es un hueco abierto en lo alto del monte Laiene (Urdiain), en una zona rica en leyendas y mitos. Los romeros de Ataun que se dirigían a la ermita de San Pedro atravesaban el río Agaunza en el puente de Mandabita, lugar de cita de las brujas, conforme a viejas leyendas. Subían luego por una antigua calzada hasta el collado de Berno, en la montaña de Ataun-Burunda. Existe en aquella zona un dolmen, también al lado de un antiguo "dantzaleku". De allí bajaban, por la vertiente meridional de la montaña, pasando junto a otro dolmen situado en el término de Txikilantegi.
Atravesaban luego el portillo de Atilun, entre los montes Sarabe y Urrizti, dejando a la izquierda la ermita de Aitziber, y, siguiendo para abajo, llegaban a otro portillo entre las peñas Jeztene y Laiene, ya cerca de la ermita de San Pedro. Mirando del lado sur al monte Laiene, veían en su cima el hueco llamado Jentileio y en él creían ver sentada y peinándose a una hermosa gentil.
Este hueco mide casi dos metros de alto y metro y medio de ancho. Es el boquete de un túnel artificial de casi cinco metros de largo, que atravesando de sur a norte la montaña desemboca en un recinto llamado Jentillen-sukalde ("la cocina de los Gentiles").
Asimismo, en la toponimia vasca aparece el nombre gentil en numerosos casos:
"Jentiletxe", es el nombre de los dólmenes situados en la montaña de Ataun-Burunda y en Alzania. Asimismo, "Jentiletxeeta" en Motrico, "Jentilzubi" cerca de la cueva de Baltzola (en Dima), "Jentilzulo" en Leiza y Orozco
En la ladera Norte del Monte Sollube se encuentra la zona llamada "Jentilatzak", de Jentil +  haitzak (las peñas de los jentiles). Donde se localizan una serie de peñas que sobresalen del relieve en una pequeña hondonada del terreno.